# Karl Johan Hagfors
Karl Johan Hagfors, född 17 oktober 1860 i Nedervetil, Österbotten, död 26 oktober 1939 i Helsingfors, var en finländsk skriftställare. Han föddes som Karl Johan Jacobsson och var son till jordbrukaren Jacob Jacobsson och Brita Katarina Kaino. Han var gift med Betty Karlsson.
Hagfors genomgick Nykarleby folkskollärarseminarium samt blev student 1885 och filosofie kandidat 1889, medan han tjänstgjorde i Helsingfors som folkskollärare. År 1891 avlade han filosofie licentiatexamen med ett specimen om Gamlakarleby-målet och blev samma år lektor vid nämnda seminarium. Han studerade även i Skandinavien, Tyskland och Schweiz. Han utgav flera arbeten inom modersmålets pedagogik, i vilka han ivrade för bättre metoder i ämnet vid folkskoleundervisningen. Som novellförfattare uppträdde han 1901 med Dagens hjälte, i vilken förhållanden under de samtida ofärdsåren satiriserades.
Hagfors var 1905–1911 redaktör för dagstidningen Österbottniska Posten i Nykarleby och medarbetade senare som bland annat krönikör under signaturen Kurre. Han var även stadsfullmäktige i Nykarleby mellan 1895 och 1920.

## Verk
- Gamlakarlebymälet:  Ljud- och formlära samt språkprov (1891)[1]
- Modersmålet i folkskolan (1894)
- Folkskolans spräklära: 1–2. Med Freudenthals orthografi (1897–1898)
- Folkskolans spräklära: Fullständigt omarbetad upplaga (1924)
- Dagens hjälte: Konturteckning. 1 (1901)
- Dagens hjälte: Konturteckning. 2 (1902)
- Nykarleby seminarium 1873–1923: Minnesskrift (1923)
- Fädernas gård och dess folk: Släktöden under 500 år (1940)